# Монгу
Мо́нгу (англ. Mongu) — город в Замбии, центр Западной провинции и исторического региона Баротселенд.

## География
Расположен в 620 км к западу от столицы страны, города Лусака, недалеко от реки Замбези, с которой соединён каналом. Среднегодовой уровень осадков составляет 945 мм. Сезон дождей начинается в конце октября, достигает пика в апреле и заканчивается в июне, оставив пойму зелёной свежей травы.

## Климат
| Показатель                    | Янв. | Фев. | Март | Апр. | Май  | Июнь | Июль | Авг. | Сен. | Окт. | Нояб. | Дек. | Год  |
| ----------------------------- | ---- | ---- | ---- | ---- | ---- | ---- | ---- | ---- | ---- | ---- | ----- | ---- | ---- |
| Средний суточный максимум, °C | 28,9 | 28,6 | 29,1 | 29,6 | 28,4 | 26,5 | 27,0 | 29,8 | 33,4 | 33,8 | 31,3  | 29,3 | 29,6 |
| Средняя температура, °C       | 22,8 | 22,8 | 22,8 | 22,3 | 19,9 | 17,3 | 17,8 | 20,7 | 24,6 | 25,4 | 23,7  | 22,9 | 21,9 |
| Средний суточный минимум, °C  | 18,6 | 18,7 | 18,4 | 16,5 | 12,7 | 9,5  | 9,7  | 12,4 | 16,4 | 18,1 | 18,2  | 18,6 | 15,6 |
| Норма осадков, мм             | 209  | 184  | 139  | 43   | 4    | 0    | 0    | 1    | 2    | 32   | 106   | 192  | 912  |
| Источник: World Climate       |      |      |      |      |      |      |      |      |      |      |       |      |      |

## Экономика
Монгу — важный центр переработки сельскохозяйственной продукции. В районе города выращивается большая часть замбийского риса, местное население также традиционно занимается рыбной ловлей, ткачеством, плетением корзин.

## Население
По данным на 2013 год численность населения составляет 81 575 человек. Однако по данным официальных замбийских источников — на 2010 год по результатам переписи численность населения уже составляла 179 585 человек. Что оказалось на 17 583 человека больше, чем в 2000 году. В связи с чем не совсем ясен источник неверных данных в таблице снизу. Монгу является местом проживания народа лози, говорящего на языке силози, родственном южно-африканскому языку сесото. Здесь же располагается зимняя и летняя резиденции Литунги (короля Лози).
Динамика численности населения города по годам:
| 1980   | 1990   | 2000   | 2013   |
| ------ | ------ | ------ | ------ |
| 24 919 | 29 302 | 44 310 | 81 575 |